# 佐藤鉄三郎
佐藤 鉄三郎（さとう てつさぶろう、天保7年（1836年） - 大正4年（1915年）1月25日）は、幕末の志士。水戸藩士。本姓は藤原氏。家系は佐藤氏。佐藤清剣の四男。諱ははじめ教寛、次いで寛と名乗る。変名に安島鉄三郎。著書に『佐寛筆記』がある。
安政の大獄により、水戸藩では家老の安島帯刀や茅根伊予之介をはじめとする尊王派が弾圧される中で、佐藤ら大老井伊直弼の弾圧に義憤した志士は、井伊暗殺を企図した。同じく水戸藩士の安島俊次郎（後の梶山秀蔵）が彦根藩邸に潜入し密偵調査を重ね、一方、鉄三郎らも水戸・薩摩の有志を奔走し、安政7年（1860年）3月、同じく水戸藩士の金子孫二郎と日本橋一旗亭にて謀議し大老暗殺を計画した。桜田門外の変が起きると、金子ともども上洛しようとして、伊勢国四日市で薩摩藩に拘束され伏見奉行所に連行された。3月24日、江戸に護送され、文久元年（1861年）7月26日、追放となる。翌年許され、余生を江戸で過ごした。